# Elmar Pettai
Elmar Pettai (* 23. Oktoberjul. / 5. November 1912greg. in Vana-Kariste, Kirchspiel Halliste; † 24. Mai 2008 in Stockholm) war ein estnischer Dichter und Publizist.

## Leben
Pettai ging von 1921 bis 1927 in Kanaküla und Saarde zur Schule und lernte nach mehreren Arbeitsjahren erst von 1933 bis 1937 im Fernstudium weiter an der Heimschule der Gesellschaft der Bildungsfreunde. Außerdem absolvierte er Kurse an der Fischereischule in Pärnu (1936–1938). Danach arbeitete er einige Jahre in der Fischereibranche in Estland, ging 1944 jedoch ins Exil nach Schweden. In Stockholm arbeitete er längere Zeit (1948–1968) bei Ericsson und bildete sich nebenher weiter fort. Von 1978 bis 1980 studierte er an der Universität Uppsala am Institut für Finnougristik.
Pettai war von 1962 bis 1977 Generalsekretär der estnischen Kulturgemeinschaft in Stockholm. Unter seiner Ägide fanden im „Estnischen Haus“ in Stockholm 154 Veranstaltungen statt.

## Werk
Pettai wurde von dem in der Nähe wohnenden Enn Uibo zum Dichten inspiriert und publizierte seit 1932 Gedichte in Wochenzeitungen. Seinen ersten Gedichtband legte er jedoch erst im Exil vor, wo ihn die Kritik als „Sänger der Heimatlosigkeit“ bezeichnete. Tatsächlich ist der Grundton seiner meisten Gedichte ausgesprochen elegisch, in der Geschichte der estnischen Exilliteratur ist im Zusammenhang mit Pettai die Rede von „nachdrücklicher Melancholie“. Neben dem Dichten betätigte sich der Autor auch als Kritiker und analysierte in einem Essay „Juhan Liiv und unsere Exildichtung“ die Gedichte zahlreicher Kolleginnen und Kollegen wie beispielsweise Bernard Kangro, Gustav Suits oder Asta Willmann.
Elmar Pettai war zeit seines Lebens der Fischerei verbunden und redigierte von 1980 bis 1987 die Zeitschrift Eesti Kalur ('Estnischer Fischer'). Außerdem publizierte er eine zweibändige Geschichte des estnischen Fischereiwesens.

## Bibliografie
- Jaanilill ('Mehlprimel'). Stockholm: [E. Pettai]  1964. 79 S.
- Sinine unistus ('Der blaue Traum'). Stockholm: [E. Pettai] 1978. 79 S.
- Nagu meie elu ('Wie unser Leben'). Stockholm: [E. Pettai] 1980. 69 S.
- Illusioonid ('Illusionen'). Stockholm: Välis-Eesti & EMP 1988. 63 S.
- Kaks kirsipuud ('Zwei Kirschbäume'). Stockholm: [E. Pettai] 1995. 14 S.